# Salon de Bruxelles de 1900
Le Salon de Bruxelles de 1900 est la trentième-et-unième édition du Salon de Bruxelles, exposition périodique d'œuvres d'artistes vivants. Il a lieu en 1900, du 15 septembre au 2 novembre, dans le hall du Palais du Cinquantenaire.
Ce Salon est le vingt-troisième organisé depuis l'Indépendance de la Belgique en 1831.

## Organisation
Pour chaque exposition, les dates et l'organisation générale sont fixées par arrêté royal, sur proposition du ministre responsable. La commission directrice de l'exposition est ensuite nommée par arrêté ministériel, le règlement de l'exposition est également fixé par arrêté ministériel. Chaque Salon est donc géré par une commission directrice distincte.

## Contexte
Ce Salon est le vingt-troisième organisé depuis l'Indépendance de la Belgique en 1831. Il a lieu dans le hall du Palais du Cinquantenaire.
Le Salon de 1900 débute le 15 septembre, en l'absence du roi, par une visite officielle de Maurice van der Bruggen, ministre des Beaux-arts. Le ministre est reçu par les membres de la commission organisatrice, dont le président, Charles Van der Stappen, directeur de l'Académie royale des beaux-arts de Bruxelles, en présence d'une foule nombreuse et mondaine.

## Catalogue

### Données générales
Alors que le Salon de 1897, étant inclus dans le cadre de l'Exposition internationale, comprenait 2580 numéros, l'édition de 1900 en propose 974, dont 722 peintures et 150 sculptures,. L'école belge est particulièrement présente et le Salon est caractérisé, selon le critique Lucien Solvay, par son caractère éclectique et par l'indifférence pour le triomphe de certaines idées et de certaines formes. Les Salons officiels deviennent des lieux pacifiques.

### Peinture

#### Artistes belges
Dans presque chacune des petites salles, on a regroupé les œuvres d'un ou deux artistes en renom :
- Émile Wauters : dix œuvres, dont neuf portraits[5].
- Franz Courtens : cinq toiles, dont Drève ensoleillée[6].
- Herman Richir : trois portraits[7].
- Alfred Verhaeren : Ecce homo et Intérieur d'église[8].
- Henri Evenepoel : sept œuvres, dont La Fête aux Invalides et Le Café d'Harcourt au quartier latin[9].
- Émile Claus : La Ferme et Portrait de Madame Claus[10].
- Alexandre Marcette : Approches de l'orage, Marée basse, clair de lune et En Hollande[11].
- Eugène Laermans : Fin d'automne, L'Ornière et Le Semeur[12].
- François Binjé : Village de Knocke, Bruxelles vu de Schaerbeek, Rocher en Ardennes[13].
- Jean De la Hoese : quatre portraits[14].
- Auguste Levêque : Le Triomphe de la Mort, Les Ouvriers tragiques, La Parque[15].
- Léopold Speekaert : Nocturne, La Femme au chien et La femme au papillon[16].
- Jef Leempoels : Portrait de mon père, Jeune fille, Portrait de S. M. Léopold II (esquisse)[17].
- Géo Bernier : Automne, Chemin à Linkebeek et En Furnes-Ambacht[18].
- Charles Boland : Sorti ![19].
- Léopold Haeck : Marché aux bœufs à Anvers, effet de neige et Digue à Wilmarsdonck[20].
- François Halkett : Premières notes musicales, Des Bijoux et Le Soulier de Noël[20].
- Alexandre Hannotiau : Le Soir du vendredi saint à Bruges (pastel), Dans la vieille ville et Le Logis mort[21].
- Emile Hoeterickx : Les Pèlerins de Canterbury (Chaucer) et Malines, le soir[22].
- Ernest Hoorickx : Le Vieil Escaut à Weert[22].
- Romain Looymans : La Pêche miraculeuse et Les Disciples d'Emmaüs[15].
- Léon Massaux : Le Matin dans la prairie et Le Troupeau[11].
- Jean Mayné : Zélandaises et Portrait de Mme S.[23].
- Victor Moerenhout : Tête d'étude, Nature morte et Victime[24].
- Jules Montigny (posthume) : Attelage brabançon et Vaches au pâturage[25].
- Léon Mundeleer (peintre) : Intérieur[26].
- Henry Rul : Avril[27].
- Paul Sterpin : Automne et Vieille porte[28].
- Pierre Stobbaerts : La Drève à Isque et L'Étang de Rouge-Cloître[29].
- Victor Uytterschaut expose cinq aquarelles : Coin de verger, À Nieuport, Automne, Derniers rayons dans le verger et Coin de ferme[30].
- Émile Van Doren : Matinée d'avril et Soleil voilé (en vue des grands marais de Genk[31].

Une salle est consacrée aux plus grands tableaux, une autre aux concurrents du prix Godecharle. Parmi ces derniers, inspirés par de gigantesques conceptions, Alfred Bastien présente Siegfried mort et Sappho, Maurice Blieck Le Ciel et le lépreux et Albert Pinot Faust.

#### Artistes étrangers
Les artistes étrangers sont presque absents de l'exposition. Seuls vingt-huit peintres étrangers exposent au Salon : les onze Français Jules Adler, Charles Cottet, Léopold Delbeke, Henri Guinier, Gaston de La Touche, Fernand Legout-Gérard, Henri de Marandat, Auguste Pointelin, René Prinet et Charles-Albert Walhain, les cinq Néerlandais Richard Bisschop, Théophile de Bock, Hermanus Gunneweg, Willem Johannes Schütz et Louis Willem van Soest, les trois Allemands Walther Firle, Max Koner et Franz von Stuck, les trois Britanniques George Clausen, John Lavery et Herbert Sidney, les trois Espagnols Nicolàs Raurich y Petre, José Salís Camino et Daniel Vierge, l'Italien Cesare Dell'Acqua, l'Américain Charles Paul Gruppé, l'Autrichien Carl Moll et le Suédois Carl Larsson.

### Galerie d'œuvres exposées au Salon de Bruxelles de 1900

Franz Courtens, Drève ensoleillée (1894).
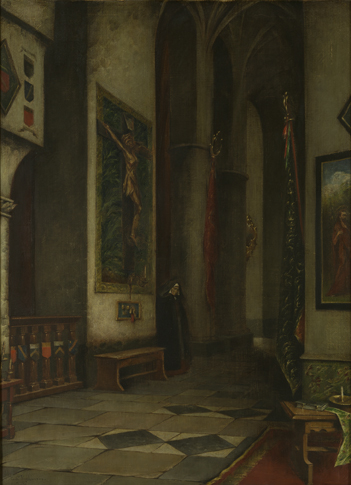
Alfred Verhaeren, Intérieur d'église.
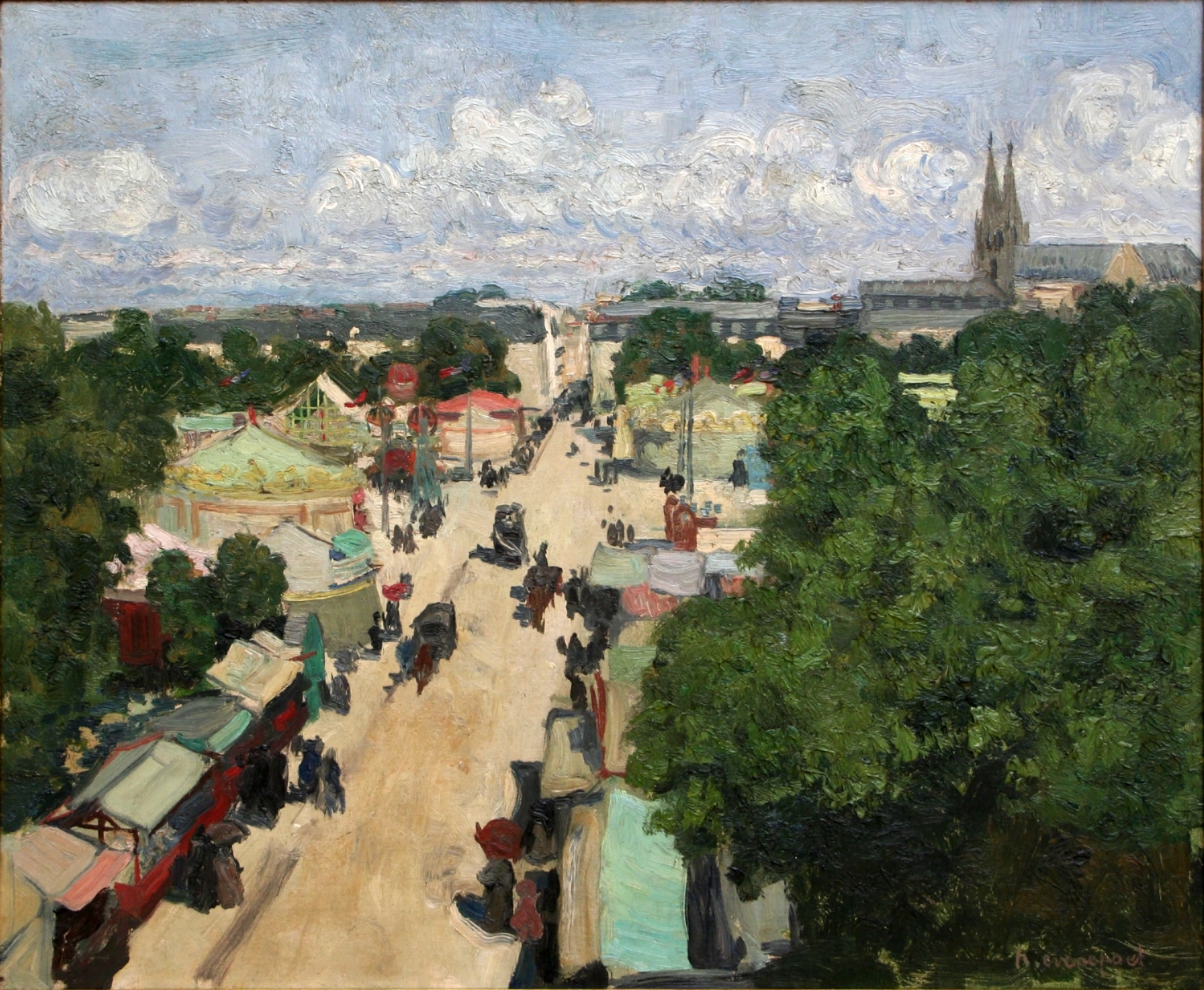
Henri Evenepoel, La Fête aux Invalides (1897).
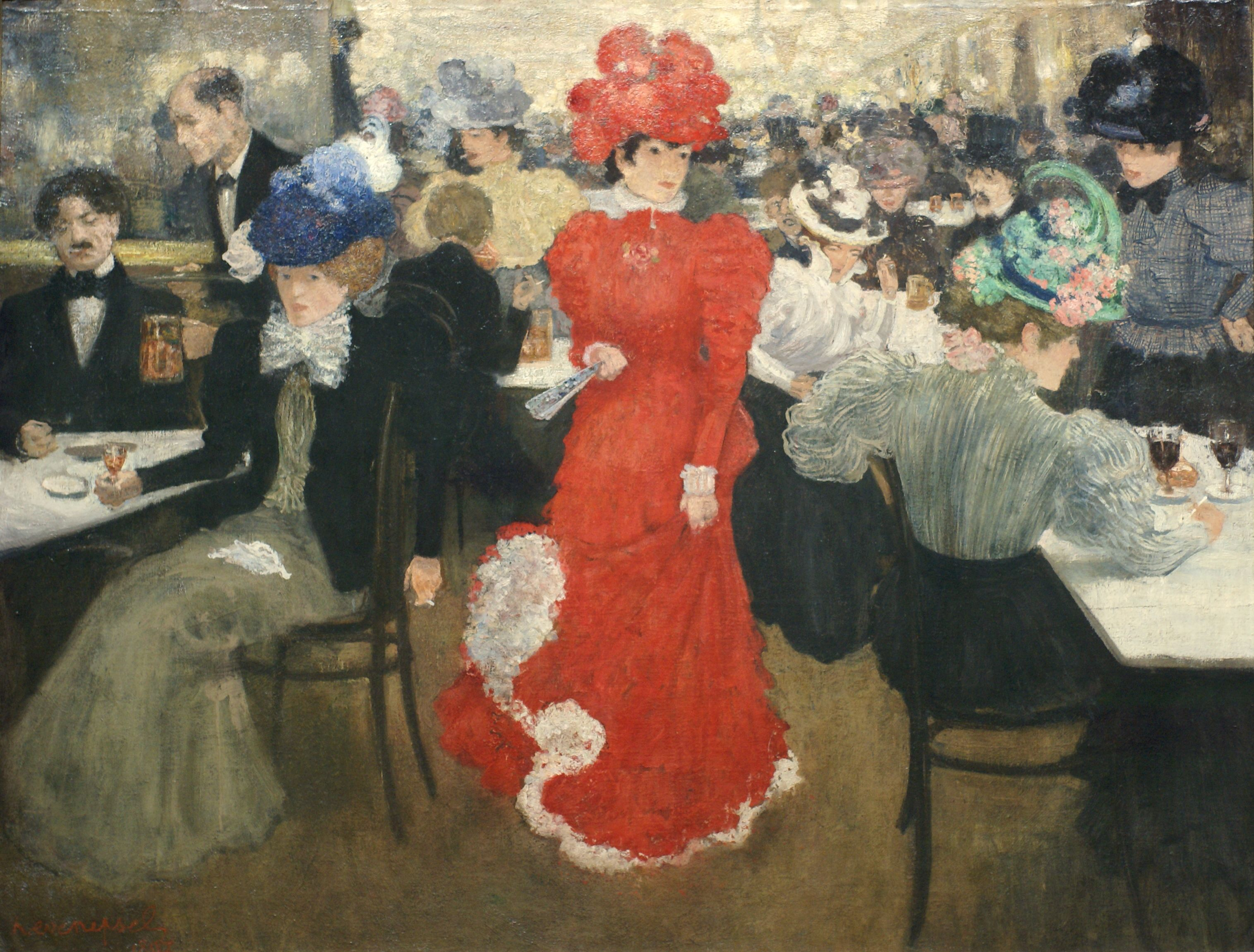
Henri Evenepoel, Le Café d'Harcourt au quartier latin (1897).
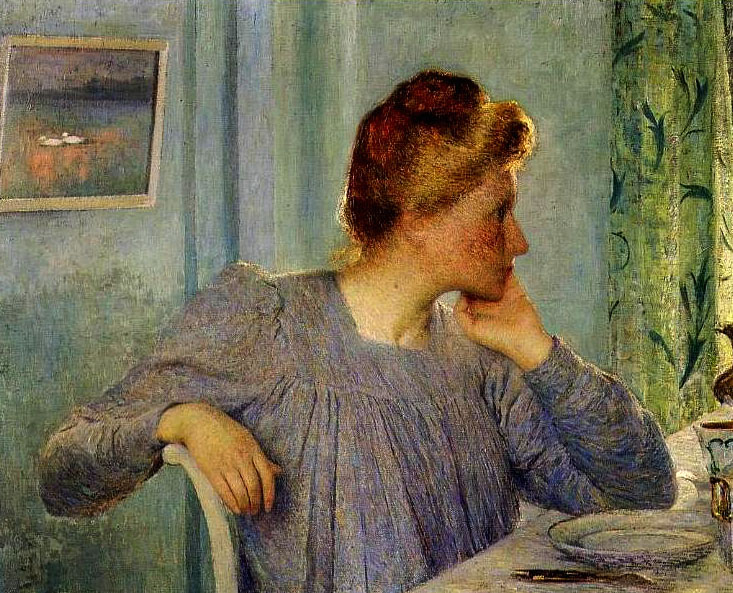
Émile Claus, Portrait de Madame Claus (1900).

### Sculpture
Les œuvres sont au nombre de 150 présentées par 61 statuaires. Les Belges sont notamment représentés par Jef Lambeaux et Le Calvaire de l'Humanité, ou par Constantin Meunier qui a envoyé huit compositions, dont : Le Philosophe, Christ au tombeau, Le Semeur et Ouvrier lamineur. Constant Montald expose : Léda, Potier et une statue en plâtre. Louis Pierre Van Biesbroeck présente Idéal et Pessimisme et Ophélie, tandis que Charles Van der Stappen a envoyé treize œuvres, dont : Les Bâtisseurs de ville au repos, La Source et Maternité.
Seuls trois sculpteurs étrangers sont présents : Camille Lefèvre (France), Raffaele Marino (Italie), et Bart van Hove (Pays-Bas).

### Catalogue
- Catalogue, Exposition triennale des Beaux-Arts de 1900, Bruxelles, Imprimerie Veuve Monnom, 1900, 116 p. (lire en ligne).